# NGC 2570
NGC 2570 é uma galáxia espiral (Sab) localizada na direcção da constelação de Cancer. Possui uma declinação de +20° 54' 38" e uma ascensão recta de 8 horas, 21 minutos e 22,6 segundos.
A galáxia NGC 2570 foi descoberta em 20 de Fevereiro de 1873 por Ralph Copeland.